# ジェイソン・クーマス
ジェイソン・クーマス（Jason Koumas, 1979年9月25日 - ）は、ウェールズ・レクサム出身の元同国代表サッカー選手。現役時代のポジションはMF。

## 経歴
非常に正確なキックを持っており、セットプレーなどからチャンスを作り出す。
古巣であるトレンメア・ローヴァーズFCで2014-15シーズンまでプレーし、2015年7月10日に現役を引退することを表明した。

## 代表歴
- ウェールズ代表

デビュー戦 2001年6月6日 ウクライナ代表戦

## 私生活
息子のルイス・クーマスもサッカー選手である。

## 所属クラブ
- トレンメア・ローヴァーズFC 1997-2002
- ウェスト・ブロムウィッチ・アルビオンFC 2002-2007

→  カーディフ・シティFC 2005-2006 (loan)
- ウィガン・アスレティックFC 2007-2011

→  カーディフ・シティFC 2010-2011 (loan)
- トレンメア・ローヴァーズFC 2013-2015